# Hans Hofmann (Bibliothekar, 1898)
Hans Hellmut Hofmann (* 28. März 1898 in Leipzig-Eutritzsch; † 7. Juni 1978 in Leipzig) war ein deutscher evangelischer Pfarrer, Bibliothekar, Schriftleiter der Hefte für Büchereiwesen und Leiter der amtlichen sächsischen Beratungsstelle für das volkstümliche Büchereiwesen in der Kreishauptmannschaft Leipzig.

## Leben und Wirken
Nach dem Schulbesuch schlug er eine Ausbildung zum evangelischen Theologen ein und übernahm eine Pfarrei. Nach dem Ersten Weltkrieg schloss er sich den Ideen des Bibliothekars Walter Hofmann an, der ein System der „dynamischen Volksbildung“ und volksaristokratischen Bücherei entwickelt hatte, das auf der Volksbildungstagung in Rothenburg ob der Tauber 1918 allgemein anerkannt und Teil der Neuen Richtung der Weimarer Erwachsenenbildung wurde. Fortan verschrieb sich Hofmann der Volksbildung und nahm eine bibliothekarische Lehre in Leipzig auf. Bereits in dieser Zeit wurde er in die Leitung der Deutschen Zentralstelle für das volkstümliche Büchereiwesen gewählt. Nach bestandenem Examen als Bibliothekar 1925 widmete er sich zunächst der Neuorganisation des ländlichen Büchereiwesens in den beiden preußischen Provinzen Sachsen und Niederschlesien. Dann wurde Hofmann aus Preußen in den Freistaat Sachsen zurückberufen, um den Aufbau der Bücherhalle IV in Leipzig zu übernehmen. Kurz darauf wurde er Redakteur der „Hefte für Büchereiweisen“ und übernahm von 1927 bis 1933 deren Schriftleitung. Gleichzeitig war er Vorstandsmitglied der Zentralstelle für das volkstümliche Büchereiweisen in Leipzig.
1928 wurde er in den Vorstand des Verbandes Deutscher Volksbibliothekare gewählt, dessen Geschäftsführung er 1932 übernahm.
Von 1931 bis 1933 war Hofmann außerdem Studienleiter der Bibliotheksschule in Berlin. Nach der Machtergreifung der Nationalsozialisten 1933 verlor er seine Verbandsämter und kehrte nach Leipzig zurück. Im Zweiten Weltkrieg wurde er Vertreter des Direktors der Bücherhallen und des Leiters des Instituts für Leser- und Schrifttumskunde. Nach Kriegsende wurde er Pfarrer in Eisdorf bei Halle (Saale). Als Rentner arbeitete er u. a. am jährlichen in der DDR erscheinenden Lutherjahrbuch und an der Theologischen Literatur-Zeitung mit.

## Schriften (Auswahl)
- (Hrsg.): Der Volksbibliothekar. Seine Aufgabe, sein Beruf, seine Ausbildung. Leipzig 1927.
- Volkstümliches Büchereiwesen im Regierungsbezirk Liegnitz. Leipzig 1928.
- Zum kommunalen und staatlichen Aufbau des volkstümlichen Büchereiwesens. Leipzig 1928.
- Differenzierung und Staffelung beim Bestandsaufbau. In: HfB 12 (1928), S. 227–241.
- Das deutsche Büchereiwesen und seine Beratungsstellen. In: Börsenblatt für den deutschen Buchhandel vom 12. Juni 1930, S. 546–547.
- Bemerkungen zur Statistik im Büchereiwesen. In: HfB 15 (1931), S. 127 ff.
- Der Deutsche Lehrerverein und die Erwachsenenbildung. In: HfB (1931), S. 271 ff.
- Skandinavisch-deutsches Bibliothekartreffen. In: HfB 15 (1931), S. 419 ff.
- (Jgge. 19.1930–20.1931: Redakteur mit Fritz Kaphahn): Literarischer Jahresbericht des Dürerbundes und der Deutschen Zentralstelle für Volkstümliches Büchereiwesen. Sieben-Stäbe-Verlag, Berlin (19.1930); Beltz, Langensalza (20.1931), ISSN 2510-6848[3]
- Kulturabbau und Büchereien. In: HfB 16 (1932), S. 157–163.
- Das Fachschrifttum in den deutschen Volksbüchereien. In: Das deutsche Fachschrifttum 1 (1937), Heft 5, S. 11–16.
- Wir schaffen es mit dem Fachbuch! In: Börsenblatt für den deutschen Buchhandel vom 15. Mai 1937, S. 430–432.
- Der 19. Deutsche Historikertag. In: Börsenblatt für den deutschen Buchhandel vom 17. Juli 1937, S. 603–604.

## Ehrungen
- 1942 Silbernes Treudienst-Ehrenzeichen[4]